# Necroscia lacteipennis
Necroscia lacteipennis är en insektsart som beskrevs av Bates 1865. Necroscia lacteipennis ingår i släktet Necroscia och familjen Diapheromeridae. Inga underarter finns listade i Catalogue of Life.